# لیا فردریش
لیا فردریش (آلمانی: Lea Friedrich؛ زادهٔ ۷ ژانویهٔ ۲۰۰۰) دوچرخه‌سوار اهل آلمان است.
وی در مسابقات کشوری و بین‌المللی در مجموع برندهٔ ۲ مدال طلا، ۳ مدال نقره، ۱ مدال برنز شده‌است.